# PCSX2
PCSX2 es un emulador de PlayStation 2 para Windows, Linux y macOS. Fue iniciado por el equipo detrás de PCSX (un emulador para la PlayStation original) en 2002, y a 2025 el desarrollo aún está activo. El emulador alcanzó velocidades jugables solo a mediados de 2007 y las versiones posteriores han mejorado la velocidad y la compatibilidad, convirtiéndola en la mejor solución para la emulación de PS2 y el instrumento para mantener y preservar el legado de PS2 en el mundo moderno. Aunque aún no es perfecto, el programa puede emular con éxito la mayoría de los juegos comerciales de PS2 a velocidades jugables y buenos efectos visuales (a menudo mejores que los de la PS2 original).
El emulador utiliza una arquitectura de complementos que permite ampliar sus capacidades mediante la instalación de complementos adicionales. Aunque los complementos están numerados y es poco probable que aumenten su cantidad en el futuro cercano, el enfoque del complemento sigue siendo sólido: es posible cambiar a nuevas versiones actualizadas de los complementos sin cambiar la versión del programa principal y viceversa. A finales de 2010, el programa se ejecuta en sistemas operativos Windows de 32 bits y de 64 bits y no utiliza más de 2 núcleos en CPU multinúcleo (1 núcleo se utiliza para fines de emulación principal y el segundo es para fines de complementos como gráficos de representación, sonidos de salida o PAD funciona).
PCSX2, como su predecesor para PlayStation PCSX, está basado en una arquitectura de plugins separando varias funciones del emulador que se usan mediante librerías DLL. Estos son los gráficos (GS), controles (PAD), unidad CD/DVD (CDVD), USB, sonido (SPU32) y firewire (FW). Diferentes plugins pueden producir diversos resultados dependiendo del juego y las características del PC.

## Requisitos del sistema

### Requisitos mínimos
- CPU: Cualquiera que soporte SSE2 (Pentium 4, Athlon64 o superior).
- GPU: Cualquiera que soporte Directx 10, y OpenGL 3.
- RAM: 4 GB o más.
- Windows 7 (32 o 64 bits), Ubuntu 18.4 o superiores.

### Requisitos Recomendados
- CPU: Intel Core i3/5/7 4th Gen o AMD FX-8350 o superior que soporte AVX2.
- GPU: Cualquiera que soporte DirectX 11 y OpenGL 4.
- RAM: 8 GB o más.
- Windows 10 (64 bits), Ubuntu 19.04 o superiores.[1]

### Información adicional
Con los requisitos recomendados se puede mantener una velocidad promedio de entre 45 y 60 FPS en juegos NTSC en los PAL entre 45 y 50 FPS apta para jugar.
El emulador desde sus inicios ha sido más demandante en CPU que en GPU por lo que se recomienda un procesador relativamente nuevo de última generación con 2 núcleos, no es tan importante la frecuencia si no lo reciente del procesador y las instrucciones que este soporte, según los desarrolladores se recomienda Intel sobre AMD, porque AMD tan solo soporta parcialmente el set de instrucciones deseadas para la emulación.
El emulador solo soporta dos núcleos y por ahora no se ve en el futuro próximo soporte para 4 o más núcleos, además ya se remarca que es sumamente difícil la sincronización y emulación con cada núcleo por lo que más núcleos no ayudarían en nada a mejorar la eficiencia final.
Recientemente se ha añadido una opción en el emulador recomendado para procesadores de 2 o más núcleos, se trata de un sistema multihilo en la emulación VU1 y el GS, aunque aún se encuentra en etapa de desarrollo.

## Trivia
- Sven Goran's World Manager 2002 fue el primer juego comercial en mostrar algo en el emulador. Lo que convirtió a PCSX2 en el primer emulador en emular un juego comercial.
- Linuzappz, el programador principal del proyecto, abandonó el equipo a finales de 2005. Aunque con su ayuda el emulador ha llegado más lejos de lo que mucha gente creyó que iba a llegar.

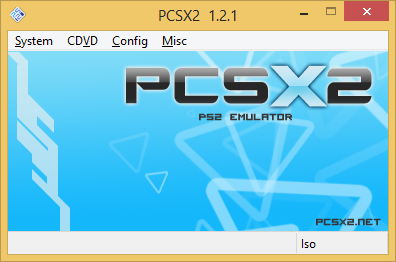
La PCSX2 Ejecutándose en un sistema operativo Windows 8. Junto con la versión 1.2.1 siendo la más descargada

- La PCSX2 Ejecutándose en un sistema operativo Windows 8. Junto con la versión 1.2.1 siendo la más descargada La versión de PCSX2 0.9 (enero de 2006) hace funcionar muchos juegos populares, con muchas variaciones desde la emulación perfecta (siempre considerando la velocidad) hasta mostrar solo menús.

## Progresos
- La versión 0.90 constaba primeramente de una opción de VM (virtual memory), pero fue rápidamente quitada a las pocas horas con una nueva versión debido a los fallos. Esta opción daba más velocidad pero los programadores pensaron que sería mejor añadirlo más tarde.
- La versión 0.91, que salió el 3 de julio de 2006, constaba de un incremento importante de velocidad tras reescribir el código de los recompiladores encargado del EE (Emotion Engine) y VU. Esta versión produjo un gran incremento de la velocidad ( aunque puede perder la compatibilidad con otros juegos ) permitiendo que juegos como Monster Hunter, Resident Evil 4 y Grandia 3 funcionan a una media de 32, 12 y 18 fps respectivamente ( el ordenador utilizado fue un AMD64 3200+ @ 2.2GHz (Socket 754 | Newcastle) y 1024MB RAM). Esta versión ya goza de la opción VM para obtener mejor rendimiento.
- En julio del 2006, los administradores y programadores del emulador crearon un concurso, Hot Shots Contest, en el cual se retaba a los usuarios a quien fuera capaz de sacar la imagen más impresionante con el emulador (cada usuario del foro podía participar con dos imágenes como máximo). Aunque la poca participación y la cantidad excesiva de imágenes de Final Fantasy X o X-2 lo hicieron ver como una anécdota.
- El 12 de julio, los programadores muestran mejoras que aparecerán en la próxima versión, la cual no incluye grandes avances pero arregla errores que contenían las versiones anteriores (como Disgaea, que no funcionaba, Final Fantasy X-2, que tenía algún problema, e incluso Resident Evil 4 se han vuelto más estables). Como mejoras incluye mejoras en la IPU ( por Saqib ), en la vuREC 0 y 1 ( por Zerofrog ) además de arreglo de bugs después de reescribir parte del código en la versión anterior para obtener velocidad. En esta versión juegos como Wipeout Fusion funcionan.
- Tras mostrar varias progresos, el plugin gráfico ZeroGS KOSMOS 0.95 escrito por Zerofrog, el cual aprovecha el proceso multicore de los nuevos procesadores permitiendo alcanzar en juegos 3D, como Final Fantasy o Kingdom Hearts, los 60 fps en procesadores muy potentes. Además, se pueden utilizar filtros gráficos como Bilinear Filtering y 4xAA.
- El 11 de noviembre de 2007 se publicó la versión 0.9.4 del emulador.
- El 1 de marzo de 2009 se publicó la versión 0.9.6 del emulador.
- Actualmente PCSX2 se ha vuelto opensource y puede descargarse el código fuente desde Google Code.
- Diariamente se agregan mejoras de velocidad y compatibilidad haciendo que muchos juegos sean plenamente jugables a velocidad normal.
- El 3 de agosto de 2012 se publicó la versión 1.0.0 del emulador.
- El 2 de febrero de 2014 se publicó la versión 1.2.0 del emulador. Su principal novedad es el soporte de widescreen (pantalla panorámica) en una amplia variedad de juegos.
- El 3 de febrero de 2014 se publicó la versión 1.2.1 del emulador.
- El 12 de febrero de 2014 se publicó la versión 1.2.2 del emulador, solo para usuarios del sistema operativo GNU/Linux.
- El 8 de enero de 2016 se publicó la versión 1.4.0 del emulador para plataformas Windows y Linux.
- El 7 de mayo de 2020 se publicó la versión 1.6.0 del emulador para la plataforma Windows.
- El 13 de julio de 2024, luego de 4 años, se publicó la versión 2.0.2 del emulador para las plataformas Windows, Linux y MacOS.
- El 31 de octubre de 2024, se publicó la versión 2.2.0 del emulador para las plataformas Windows, Linux y Mac OS.
- El 29 de junio de 2025, se publicó la versión 2.4.0 del emulador para las plataformas Windows, Linux y Mac OS.